# Anna Moroni
Anna Moroni, född 1613, död 1675, var en italiensk skolledare. 
Hon var ursprungligen tvätterska, men hade svårt att behålla sitt arbete på grund av sitt utseende; hon beskrivs som mycket vacker, och vackra kvinnor missgynnades vid denna tid som hushållsarbetare av kvinnor, som normalt anställde kvinnliga tjänare. Hon riskerade att hänvisas till prostitution, innan hon slutligen fick fast anställning hos markisinnan Anna Maria Costaguti. 
Efter en sjukdom 1646 blev hon mycket religiös och fick prästen Camillo Berlinsani som vägledare. Efter pesten i Rom 1656 öppnade hon ett hem för prostituerade, och 1662 kunde hon slutligen öppna ett hem och en skola för fattiga kvinnor flickor. Under denna tid var fattiga kvinnor, som varken lyckades gifta sig eller bli tjänare, hänvisade till tiggeri eller prostitution, och Moroni öppnade en yrkesskola där fattiga flickor fick lära sig hantverk för att kunna försörja sig. 
Att en kvinna grundade en skola på det här viset var mycket ovanligt i Italien under 1600-talet, där de enda kvinnor som drev skolor annars normalt var nunnor. Hennes skola hade dock kyrkans stöd och beskydd och under 1700-talet skulle den så småningom omvandlas till en orden.